# Shelton Johnson
Shelton Johnson (Carrollton, 16 luglio 1990) è un giocatore di football americano statunitense che gioca come safety per gli Oakland Raiders della National Football League (NFL). Al college giocò a football alla Wisconsin University.

## Carriera universitaria
Nei suoi 5 anni con i Wisconsin Badgers ottenne i seguenti premi:
- Academic All-Big Ten:2

2011, 2010
- Big Ten Sportsmanship Award, Academic All-Big Ten: 1

2012

## Carriera professionistica

### Oakland Raiders
Johnson firmò il 29 aprile 2013 firmò come free agent con gli Oakland Raiders, dopo non esser stato scelto al draft NFL 2013. Il 1º settembre venne svincolato, per poi firmare il giorno seguente con la squadra d'allenamento. Il 7 dicembre venne promosso in prima squadra, debuttando come professionista il giorno seguente contro i New York Jets. Chiuse la stagione da rookie giocando 4 partite con 4 tackle totali.

## Vittorie e premi
Nessuno

## Statistiche
| Partite totali      | 4             |
| Partite da titolare | 0             |
| Tackle totali       | 4             |
| Sack                | 0             |
| Intercetti          | 0             |
| Fumble forzati      | 0             |
| Fumble recuperati   | 0             |
| Passaggi deviati    | 0             |
| Penalità fatte      | 2 per 20 yard |

Statistiche aggiornate al 3 febbraio 2014